# 사나기섬

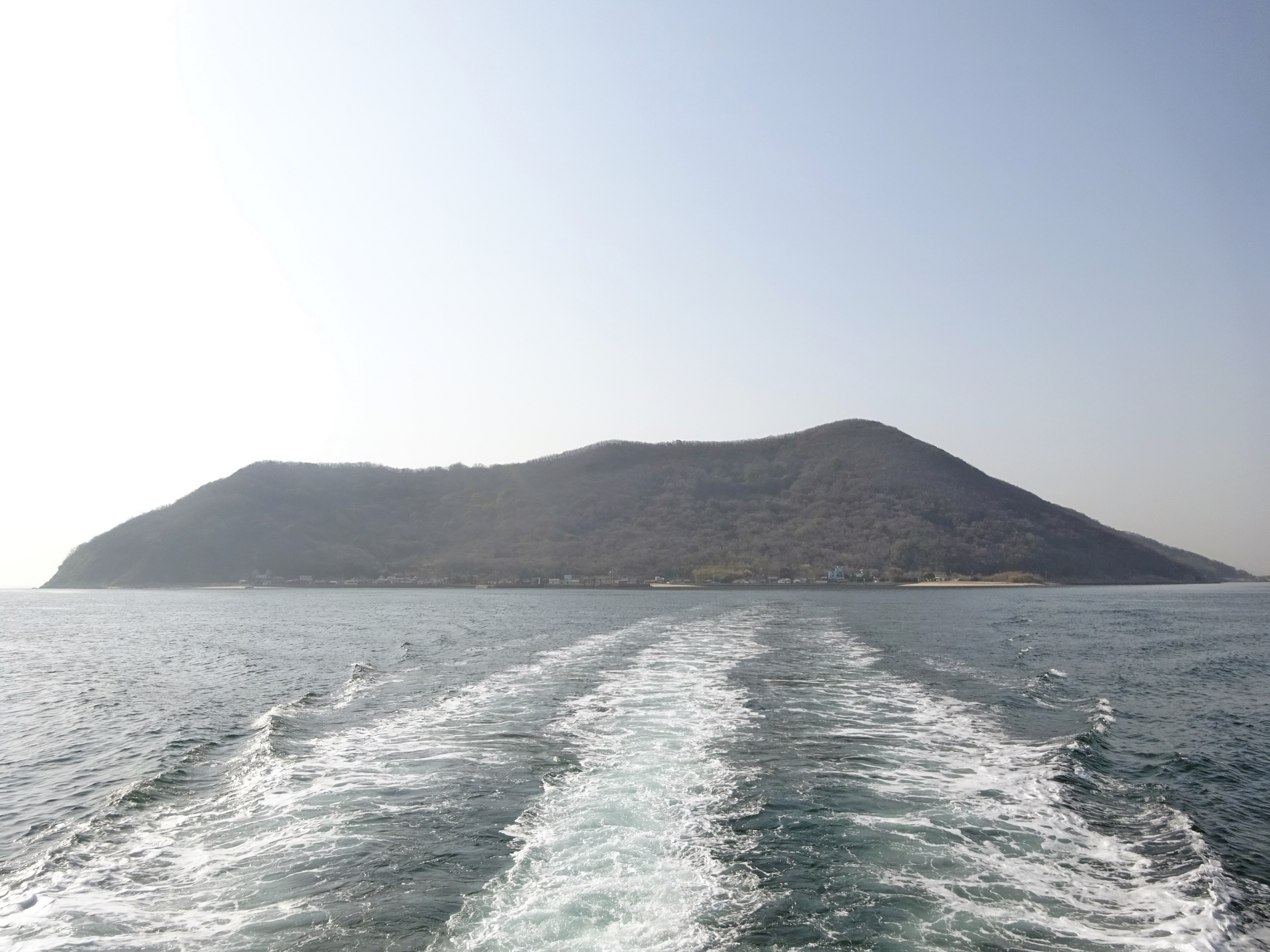
사나기섬

사나기섬(佐柳島 사나기지마[*])은 일본 가가와현 나카타도군 다도쓰정에 속하는 섬으로, 세토 내해의 시와쿠 제도에 속한다. 고양이의 개체가 많아 '고양이섬'으로도 알려져 있다.